# ادره آزوله
اُدره آزولِه (فرانسوی: Audrey Azoulay‎؛ زادهٔ ۴ اوت ۱۹۷۲) سیاست‌مدار اهل فرانسه است. وی از سال ۲۰۱۶ تا ۲۰۱۷ وزیر فرهنگ فرانسه بود. آزوله در ۱۳ اکتبر ۲۰۱۷ برای دبیرکلی یونسکو نامزد شد و در ۱۰ نوامبر ۲۰۱۷ رسماً به سمت مدیرکل یونسکو برای یک دوره پنج ساله انتخاب شد.

## زندگی
اُدره در ۴ اوت ۱۹۷۲در پاریس در یک خانواده یهودی مراکشی از صویره متولد شد. او دختر اندره آزوله، مشاور محمد ششم پادشاه کنونی مراکش است. به گفته اُدره او «در یک محیط چپ گرایانه بزرگ شده‌است» و در منازعه فلسطین-اسرائیل سیاسی شده‌است.
اُدره مدرک کارشناسی ارشد در علوم مدیریت را از دانشگاه دوفین پاریس در سال ۱۹۹۴ و مدرک کارشناسی ارشد در مدیریت کسب و کار را از دانشگاه لنکستر دریافت کرد.

## فعالیت‌ها
اُدره آزولِه در سال ۲۰۰۶ به مرکز ملی (CNC) پیوست و به‌طور پیوسته جایگاه معاون امور چند رسانه ای، افسر مالی و حقوقی و معاون مدیرکل را در دست داشت. وی در ۱۱ فوریه ۲۰۱۶ به عنوان وزیر فرهنگ فرانسه منصوب شد. در این سمت، او بودجه این وزارتخانه را ۶٫۶٪ افزایش داد و این وزارت خانه به مجموع ۲٫۹ میلیارد یورو در سال ۲۰۱۷ - که بزرگ‌ترین مقدار بودجه دولت برای هنر در کشور فرانسه بود- دست یافت.
در پهنه بین‌المللی، آزولِه نقش مهمی در ابتکارات مشترک فرانسه، یونسکو و امارات متحده عربی برای حفاظت از میراث فرهنگی در مناطق جنگی، که در دسامبر ۲۰۱۶ اعلام شد، ایفا کرد و امضاکننده اعلامیه فلورانس در اولین گردهمایی فرهنگی G7 در مارس ۲۰۱۷ است. در تاریخ ۲۴ مارس ۲۰۱۷، او پیش‌نویس قطعنامه ۲۳۴۷ در مورد حفاظت از میراث فرهنگی در منازعات مسلحانه را به شورای امنیت سازمان ملل متحد ارائه کرد. این قطعنامه که توسط فرانسه، ایتالیا و یونسکو مطرح شد، به اتفاق آرا به تصویب رسید.

## دبیرکل یونسکو
در سال ۲۰۱۷، آزولِه در میان نه کاندید برای جایگزینی ایرینا بوکووا به عنوان دبیرکل یونسکو بود. او در اکتبر به عنوان دبیرکل یونسکو انتخاب شد و در تاریخ ۱۰ نوامبر در در جریان برگزاری سی و نهمین اجلاس کنفرانس عمومی یونسکو در پاریس تأیید شد. وی دومین دبیرکل زن یونسکو است.
آزولِه بعد از دستیابی به ۱۳۱ رای موافق در مقابل ۱۹ رای مخالف به اعضا گفت: «وحدت شما در این رای فال نیکی برای دوره آینده است که در آن نیاز است که ما شانه به شانه هم بایستیم». او گفت که وی به یونسکو ایمان عظیمی دارد که قدرت واقعی برای تغییر جهان را دارد.